# Centris cornuta
Centris cornuta är en biart som beskrevs av Cresson 1865. Centris cornuta ingår i släktet Centris och familjen långtungebin. Inga underarter finns listade.